# Voglio vivere in un attimo/Fiore
Voglio vivere in un attimo/Fiore è il primo singolo del cantautore italiano Biagio Antonacci, pubblicato nel 1988 dalla Philips Records.

## Descrizione
Voglio vivere in un attimo è il brano presentato per la prima volta dal vivo da Antonacci in occasione della sua partecipazione al Festival di Sanremo 1988 nella sezione "Nuove Proposte", venendo tuttavia eliminato dopo la prima esecuzione.
Entrambi i brani contenuti nel singolo sono successivamente inseriti nel primo album in studio dell'artista, Sono cose che capitano, pubblicato l'anno seguente.

## Tracce
Lato A
1. Voglio vivere in un attimo – 4:05 (Biagio Antonacci, Rosalino Cellamare)

Lato B
1. Fiore – 3:50 (Biagio Antonacci)

## Formazione
Musicisti
- Biagio Antonacci – voce, cori
- Massimo Luca – chitarra elettrica
- Gigi Cappellotto – basso
- Ron – tastiera, cori
- Piero Cairo – programmazione tastiera
- Ellade Bandini – batteria
- Renzo Meneghinello – cori

Produzione
- Ron – produzione, missaggio
- Massimo Luca – produzione
- Vince Tempera – produzione
- Ezio De Rosa – registrazione
- Roberto Costa – missaggio